# Cold Shoulder
A Cold Shoulder Adele angol énekes-dalszerző dala a 19 című debütáló stúdióalbumáról (2008). Írországban 2008. április 20-án, az Egyesült Királyságban pedig 2008. április 21-én jelent meg digitálisan. A Cold Shoulder az egyetlen olyan dal az albumon, amelynek producere Mark Ronson volt. A dalban a Jamiroquai egykori basszusgitárosa, Stuart Zender játszik basszusgitáron, aki Ronson turnézenekarának is tagja. Adele 2008. február 8-án a Friday Night with Jools Holland című műsorban, 2008. október 18-án pedig a Saturday Night Live című műsorban adta elő a dalt. A Basement Jaxx készített egy remixet a dalból, amely kiküldésre került a rádiókba, valamint digitálisan is elérhető.

## A kritikusok értékelései
A Clash Magazine úgy jellemezte a dalt és Ronson produkcióját, hogy „magas koncepciójú” és „dörzsölt produkció”, amely „olyan lélektelennek tűnik, mint egy Michael Bay-film”.

## Videóklip
A Cold Shoulder videóklipjét 2008 februárjában forgatták Londonban. A brit zenei csatornákon sugárzott felvételen Adele egy sötét szobában, olvadó jégszobrok között énekel, mindegyikük kétségbeesett tekintettel. A klip úgy ér véget, hogy a szobrok közül sok elolvadt, és az Adele-t ábrázoló utolsó felvételek beleolvadnak a szobrokéba. A klip 2023 decemberéig több mint 35 millió megtekintést ért el a YouTube-on.

## A kislemez dalai
UK – CD és 7-inch vinyl
1. Cold Shoulder 3:15
2. Now and Then 3:24

iTunes EP 
Cold Shoulder – EP
1. Cold Shoulder
2. Cold Shoulder (Basement Jaxx Classic Edit)
3. Cold Shoulder (Basement Jaxx Classic Remix)
4. Cold Shoulder (Basement Jaxx DuBB)
5. Cold Shoulder (Rusko Remix)
6. Cold Shoulder (Out of Office Remix)

## Közreműködők
- Vokál – Adele
- Dalszerzés – Adele Adkins, Sacha Skarbek
- Producer, dobok, gitár, programozás, billentyűsök – Mark Ronson
- Billentyűsök – Jason Silver
- Gitár – Michael Tighe, Matt Allchin
- Basszusgitár – Stuart Zender
- Ütőshangszerek – Pete Biggins
- Harangjáték – Sam Koppelman
- Vonós hangszerelés – Chris Elliott

## Helyezések
| Lista (2008)                         | Legjobb helyezés |
| ------------------------------------ | ---------------- |
| Belgium (Ultratip Flanders)          | 3                |
| Belgium (Ultratip Wallonia)          | 19               |
| European Hot 100 Singles (Billboard) | 61               |
| Hollandia (Top 40)                   | 28               |
| Hollandia (Single Top 100)           | 68               |
| Skócia (Scottish Singles Top 40)     | 29               |
| Egyesült Királyság (OCC)             | 18               |

| Lista (2008)             | Helyezés |
| ------------------------ | -------- |
| Egyesült Királyság (OCC) | 192      |

## Minősítések és eladási adatok
| Régió                                                            | Minősítés | Eladott példányszám |
| ---------------------------------------------------------------- | --------- | ------------------- |
| Egyesült Királyság (BPI)                                         | ezüst     | 200 000‡            |
| ‡ Eladási+streaming példányszámok kizárólag a minősítés alapján. |           |                     |

## Fordítás
Ez a szócikk részben vagy egészben  a   Cold Shoulder (song) című angol Wikipédia-szócikk fordításán alapul.  Az eredeti cikk szerkesztőit annak laptörténete sorolja fel. Ez a jelzés csupán a megfogalmazás eredetét és a szerzői jogokat jelzi, nem szolgál a cikkben szereplő információk forrásmegjelöléseként.

## Forrás
1. ↑  Music - Adele. Adele.tv . [2014. február 22-i dátummal az eredetiből archiválva]. (Hozzáférés: 2013. július 24.)
2. ↑  Adele - Cold Shoulder (angol nyelven). Clash Magazine , 2008. április 25. (Hozzáférés: 2021. május 28.)
3. ↑  ADELE - 'Cold Shoulder'. YouTube. (Hozzáférés: 2021. január 4.)
4. ↑  "Ultratop.be – Adele – Cold Shoulder" (holland nyelven). Ultratip.
5. ↑  "Ultratop.be – Adele – Cold Shoulder" (francia nyelven). Ultratip.
6. ↑  Chart Search Results - European Hot 100 Singles 2008-05-17. Billboard.biz. [2012. augusztus 7-i dátummal az eredetiből archiválva]. (Hozzáférés: 2012. augusztus 7.)
7. ↑  "Nederlandse Top 40 – Adele search results" (holland nyelven) Dutch Top 40.
8. ↑  "Dutchcharts.nl – Adele – Cold Shoulder" (holland nyelven). Single Top 100.
9. ↑  "Archive Chart". Scottish Singles Top 40.   (Hozzáférés ideje: 2015. október 2.)
10. ↑  Adele. The Official Charts Company. (Hozzáférés: 2011. szeptember 6.)
11. ↑  End of Year Charts 2008. Ukchartsplus.co.uk . (Hozzáférés: 2022. március 18.)
12. ↑  British single   certifications – Adele – Cold Shoulder. Brit Hanglemezgyártók Szövetsége. (Hozzáférés: 2022. május 13.)